# Pavel Solomin
Pavel Solomin (en ruso: Павел Павлович Соломин, Taskent, RSS de Uzbekistán, 15 de junio de 1982) es un exfutbolista de Uzbekistán que jugaba en la posición de delantero.

## Carrera

### Club
| Periodo   | Club                 | Apariciones | Goles |
| --------- | -------------------- | ----------- | ----- |
| 2003-2005 | Traktor Tashkent     | 53          | 23    |
| 2005      | Pakhtakor Tashkent   | 12          | 6     |
| 2006-2007 | Traktor Tashkent     | 31          | 21    |
| 2007      | Saturn Moscow Oblast | 21          | 8     |
| 2008      | Navbahor Namangan    | 25          | 7     |
| 2009      | Lokomotiv Tashkent   | 23          | 2     |
| 2010      | Sriwijaya FC         | 12          | 5     |
| 2010–2011 | Putra Samarinda      | 15          | 2     |
| 2012      | Mash'al Mubarek      | 18          | 7     |
| 2013      | Shurtan Guzar        | 20          | 7     |
| 2014      | Putra Samarinda      | 10          | 2     |
| 2016-2017 | FC Obod              | 38          | 5     |
| 2019      | Persitara            | 10          | 12    |

### Selección nacional
Jugó para Uzbekistán en 16 ocasiones de 2006 a 2008 y anotó dos goles; participó en la Copa Asiática 2007.

## Logros
- Goleador de la Liga de fútbol de Uzbekistán en 2006 (21 goles).

## Estadísticas

### Goles con selección nacional
| No | Fecha      | Sede               | Rival           | Resultado | Torneo             |
| -- | ---------- | ------------------ | --------------- | --------- | ------------------ |
| 1  | 22-7-2007  | Yakarta, Indonesia | Arabia Saudita  | 2-1       | Copa Asiática 2007 |
| 2  | 24-12-2007 | Bangkok, Tailandia | Corea del Norte | 2-2       | Amistoso           |